# Erigorgus melanops
Erigorgus melanops là một loài tò vò trong họ Ichneumonidae.